# Micrurus corallinus
La coral roja y negra (Micrurus corallinus) es una especie de serpiente de la familia Elapidae, endémica de la ecorregión selva Paranaense del sudeste de Brasil, este de Paraguay y nordeste de Argentina. Otros nombres comunes son víbora de coral, víbora de coral pintada, cobra coral pintada, mboi-chumbé.

## Características
Es un animal venenoso de hábitos terrestres y nocturnos. El cuerpo presenta un patrón de anillos de color blanco y negro intercalados con una franja roja. Su longitud es de entre 50 y 70 cm. La cabeza es pequeña, redondeada y con escamas grandes. Los ojos son pequeños y poco visibles. La mandíbula superior posee dientes acanalados con los que inyecta el veneno. La lengua es bífida y retráctil. Es ovípara. Durante la temporada lluviosa deposita entre 4 y 10 huevos que eclosionan a los dos o tres meses. Las crías miden entre 10 y 15 cm. Frente a una amenaza enrosca el cuerpo y hunde la cabeza en él, luego eleva la cola y la mueve ondulatoriamente en señal de advertencia.
Su alimentación se basa en reptiles escamosos (especies de la familia Amphisbaenia), como las culebrillas ciegas, Amphisbaena dubia, Cercolophia roberti, Leposternon microcephalum y Amphisbaena wuchereri; también se alimenta de cecílidos y lagartijas e incluso puede comerse a otras de su misma especie.

## Hábitat
Habita en hojarascas de selva lluviosa y selva caducifolia tropical y subtropical, hasta los 500 m s. n. m.. Vive bajo troncos, rocas o en madrigueras subterráneas de otros animales.

## Distribución
- En Argentina: en la provincia de Misiones, desde Posadas hasta Puerto Iguazú. San Juan, Niquivil
- En Brasil: en los estados Santa Catarina, Río Grande del Sur, Río Grande del Norte, Bahia, Mato Grosso del Sur, Paraná, São Paulo, Minas Gerais, Río de Janeiro, Espírito Santo y Florianopolis.
- En Paraguay: departamento de Alto Paraná.
- En EE. UU.: en Orlando, Florida